# Cratere di Vredefort
Il cratere Vredefort è il più grande cratere meteoritico sulla Terra. Ha un diametro di circa 300 km ed è situato nella provincia sudafricana del North West. Deriva il suo nome dalla cittadina di Vredefort, che si è sviluppata vicino al suo centro. Il sito è noto anche con il nome di Vredefort dome o Punto d'impatto Vredefort.
Nel 2005 l'UNESCO lo ha inserito tra i patrimoni dell'umanità per il suo interesse geologico.

## Formazione e struttura
L'asteroide che colpì Vredefort è uno dei più grandi che abbia mai colpito il pianeta Terra, il suo diametro è stimato oltre i 10 km, nonostante molti credano che la dimensione originale d'impatto superasse i 250 km, o addirittura oltre. Questa particolarità rende Vredefort il sito con il più ampio cratere meteoritico della Terra. Il cratere ha un diametro di circa 300 km, più ampio di quelli di Sudbury Basin (250 km) e di Chicxulub (193 km).
Si stima che l'impatto sia avvenuto oltre 2 miliardi d'anni fa (2023 ± 4 milioni di anni) durante il paleoproterozoico. È il secondo cratere più antico visibile sulla superficie terrestre, ben più giovane del più antico cratere esistente, il russo Suavjärvi (2.300 milioni di anni fa). All'inizio si credeva che la cupola al centro del cratere si fosse formata in seguito ad una esplosione vulcanica, ma a metà degli anni novanta venne provato l'impatto dell'asteroide grazie a rocce con struttura conica da impatto rinvenute nel letto del vicino fiume Vaal.
Il cratere di Vredefort è uno dei pochi con forma a multi-anello della Terra, nonostante questo tipo sia il più comune sui pianeti del sistema solare. Probabilmente il migliore esempio è Valhalla sul satellite Callisto di Giove, ed anche la nostra Luna ne possiede molti. I processi geologici, come erosione e tettonica a zolle, hanno distrutto buona parte di quelli che si trovavano sul nostro pianeta.